# Olga Kacjan
Olga Kacjan, slovenska igralka, * 30. marec 1952, Zemun, Srbija. 
Olga Kacjan je v začetku osemdesetih let 20. stoletja diplomirala na  AGRFT v Ljubljani. Že kot študentka je igrala v profesionalnih filmskih in gledaliških produkcijah, prvič kot absolventka AGRFT leta 1976 v Wedekindovem Pomladnem prebujenju v SSG Trst ter v predstavi Cement v SNG Drami Ljubljana.
Po diplomi je deset let delala kot svobodna umetnica, nato se je za krajši čas zaposlila v SNG Maribor, nato pa leta 1991 v Slovenskem mladinskem gledališču, s katerim je že prej občasno sodelovala.
Gostovala je v številnih slovenskih in tujih gledaliških hišah, igrala pa je tudi v nekaj TV igrah (Ulica treh rodov, Hiša Marije pomočnice).

## Nagrade
- Srebrna arena, Puljski filmski festival, 1975 – za vlogo Katice v Povest o dobrih ljudeh
- Igralka leta, Celje, 1980 – za vlogo Kristine v Splav meduze
- Župančičeva nagrada za življenjsko delo (Ljubljana, 2012)
- Borštnikov prstan, Maribor, 2013
- nagrada bert, 2022

## Vloge v celovečernih filmih
- Povest o dobrih ljudeh, 1975
- Splav meduze, 1980
- Dediščina, 1984